# Ptilotrichum cadevallianum
Ptilotrichum cadevallianum là một loài thực vật có hoa trong họ Cải. Loài này được (Pau) Heywood miêu tả khoa học đầu tiên năm 1962.